# Léon de Tripoli
Léon de Tripoli est un renégat grec et un pirate servant les Arabes au début du Xe siècle. Né de parents chrétiens dans l'Empire byzantin, il se convertit ensuite à l'islam après avoir été capturé par des Arabes. Chez ces derniers, il devient amiral.
Son premier nom arabe est Ġulām Zurāfa signifiant le serviteur de Zurafa. Il prend plus tard le nom de Rašiq al-Wardāmī qui le rattache probablement à la communauté des Mardaïtes. Ce nom révèle une origine proche de la ville d'Antalya.
En 904, Léon de Tripoli lance une offensive sur l'Empire byzantin. Il prend Antalya par surprise. Il passe ensuite l'Hellespont avec l'intention de mettre à sac Constantinople, mais bat en retraite devant la flotte d'Himérios. Il se dirige alors vers la ville de Thessalonique, mal défendue. Malgré les renforts envoyés par Léon VI le Sage, la ville cède après deux jours de siège, le 31 juillet. Thessalonique est alors mise à sac durant 10 jours. Cet événement est rapporté par Jean Caminiatès. En 907, il rassemble une flotte à Tarse et à Laodicée avec laquelle il vogue vers les Dardanelles et s'approche de Constantinople. En mai 912, Léon et son camarade sarrasin Damien de Tyr défont Himérios, le logothète du drome, en représailles d'une attaque sur des Arabes chypriotes. Finalement, en 924, la flotte byzantine conduite par Jean Radinos défait celle de Léon alors que ce dernier ravage Lemnos. Au cours de cette défaite, Léon de Tripoli échappe de peu à la capture.

## Sources
- Louis Bréhier, Vie et mort de Byzance, éditions Albin Michel, 2006.
- Vasiliev, A. A. Byzance et les Arabes. 1960.
- (en) Jenkins, R. J. H. Review of Muslim Sea-Power in the Eastern Mediterranean from the Seventh to the Tenth Century A. D. by Aly Mohamed Fahmy. Bulletin of the School of Oriental and African Studies, Vol. 14, No. 1. (1952), pp. 180-181. University of London.
- (en) Jenkins, R. J. H. "The Supposed Russian Attack on Constantinople in 907: Evidence of the Pseudo-Symeon." Speculum, Vol. 24, No. 3. (Jul., 1949), pp. 403-406.
- (en) Jenkins, R. J. H. "A Note on the 'Letter to the Emir' of Nicholas Mysticus (in Notes)." Dumbarton Oaks Papers, Vol. 17. (1963), pp. 399-401.